# Loureiro (Cerdedo-Cotobade)
Loureiro (oficialmente y en gallego: Santiago de Loureiro) es una parroquia del concello de Cerdedo-Cotobade, en la comarca de Tabeirós - Tierra de Montes, provincia de Pontevedra, Galicia, España.